# Mines neolítiques de sílex de Spiennes
Les Mines neolítiques de sílex de Spiennes es troben en una zona de pedra calcària en la província d'Hainaut a Bèlgica, a Spiennes, a 6 km al sud-est de la ciutat de Mons, i 50 km de Valenciennes (França). Formen part de la llista del Patrimoni Mundial de la Humanitat per la UNESCO des del 2000.